# Kevin Ellis (soccer)
Pour les articles homonymes, voir Kevin Ellis.
Kevin Ellis est un joueur de soccer américain né le 30 juin 1991 à Kansas City dans le Missouri. Il évolue au poste de défenseur central.

## Biographie

### En club
Fin février 2017, Ellis est libéré par le Sporting de Kansas City en pleine préparation. Il rejoint le Fire de Chicago à la veille de la saison de MLS avec qui il dispute vingt-deux rencontres avant d'être une nouvelle fois libéré le 9 août 2018. Il rejoint un mois plus tard D.C. United pour la fin de saison.

## Palmarès
Il remporte la Coupe des États-Unis en 2015 avec le Sporting de Kansas City, jouant l'entièreté de la finale.